# Roman Jurjewitsch Romanenko
Roman Jurjewitsch Romanenko (russisch Роман Юрьевич Романенко; * 9. August 1971 in Schtscholkowo, Russische SFSR) ist ein ehemaliger russischer Kosmonaut. Er war Kommandant der Raumschiffe Sojus TMA-15 und Sojus TMA-07M und Bordingenieur auf der Internationalen Raumstation (ISS).

## Studium und Militär
Romanenko studierte von 1986 bis 1988 an der Suworow-Militärhochschule in Leningrad, anschließend an der Pilotenschule Tschernihiw, die er 1992 als Pilot-Ingenieur verließ. Daraufhin diente er in der russischen Luftwaffe und flog dort Aero L-39 und Tupolew Tu-134 und kann über 500 Flugstunden nachweisen.

## Kosmonautentätigkeit
Romanenko wurde am 28. Juli 1997 als Kosmonaut ausgewählt. Seine Grundausbildung schloss er am 1. Dezember 1999 ab. Ab Januar 2000 wurde er für einen Aufenthalt an Bord der ISS ausgebildet. Im Februar 2002 wurde er der Ersatzmannschaft der 9. ISS-Expedition zugeteilt, aber nach dem Unglück der Raumfähre Columbia im Februar 2003 wurden die Mannschaften verkleinert und Romanenko verlor diese Zuteilung wieder.
Im Mai 2006 wurde er als Ersatzmann für Oleg Kotow nominiert: Kommandant von Sojus TMA-10 und Bordingenieur der ISS-Expedition 15. Der Start erfolgte im April 2007 problemlos, Romanenko kam nicht zum Einsatz.
Ab August 2007 war Romanenko als Kommandant für Sojus TMA-16 vorgesehen, die im November 2009 starten sollte. Im November 2008 wurde er einen Flug vorgezogen und war nun Kommandant von Sojus TMA-15 sowie Bordingenieur der ISS-Expeditionen 20 und 21.
Der Start erfolgte am 27. Mai 2009. Mit an Bord waren der Belgier Frank De Winne und der Kanadier Robert Thirsk. Mit der Ankopplung von Sojus TMA-15 an die ISS begann die ISS-Expedition 20 unter Kommandant Gennadi Padalka. An Bord der ISS waren außerdem der US-Amerikaner Michael Barratt und der Japaner Kōichi Wakata. Am 1. Dezember 2009 landete Romanenko wieder auf der Erde.
Zu seinem zweiten Raumflug startete Romanenko am 19. Dezember 2012. Als Kommandant von Sojus TMA-07M flog er zusammen mit dem Kanadier Chris Hadfield und dem US-Amerikaner Tom Marshburn zur ISS, wo er sechs Monate als Bordingenieur der ISS-Expeditionen 34 und 35 arbeitet. Am 19. April 2013 absolvierte Romanenko zusammen mit seinem russischen Kollegen Pawel Winogradow seinen ersten Außenbordeinsatz. Dabei tauschten sie verschiedene wissenschaftliche Experimente an der Außenhaut der ISS aus und installierten eine neue Navigationshilfe. Die Rückkehr zur Erde erfolgte am 14. Mai 2013.
Romanenko wurde am 27. August 2012 zum stellvertretenden Kommandeur des Kosmonautenkorps am Juri-Gagarin-Kosmonautentrainingszentrum ernannt. Diese Tätigkeit führte er noch bis zum 12. Oktober 2015 fort, nachdem er bereits am 5. November 2014 aus medizinischen Gründen aus dem aktiven Dienst ausgeschieden war.

## Zusammenfassung
| Nr. | Mission       | Funktion   | Funktion auf ISS | Flugzeitraum                     | Flugdauer      |
| --- | ------------- | ---------- | ---------------- | -------------------------------- | -------------- |
| 1   | Sojus TMA-15  | Kommandant | Bordingenieur    | 27. Mai – 1. Dezember 2009       | 187d 20h 42min |
| 2   | Sojus TMA-07M | Kommandant | Bordingenieur    | 19. Dezember 2012 – 14. Mai 2013 | 145d 14h 19min |

## Privates
Roman Romanenko ist der Sohn des Kosmonauten Juri Romanenko, der zwischen 1977 und 1987 drei Raumflüge unternahm und insgesamt mit seinen Missionen zu den Raumstationen Saljut 6 und Mir 430 Tage im All war. Das bedeutete mehrere Jahre lang Weltrekord.
Roman Romanenko ist verheiratet und hat zwei Kinder.
Seit dem 14. Oktober 2015 ist er Abgeordneter der Staatsduma für die Partei Einiges Russland aus der Amur-Region.